# Liste de fromages italiens
Pour un article plus général, voir Cuisine italienne.

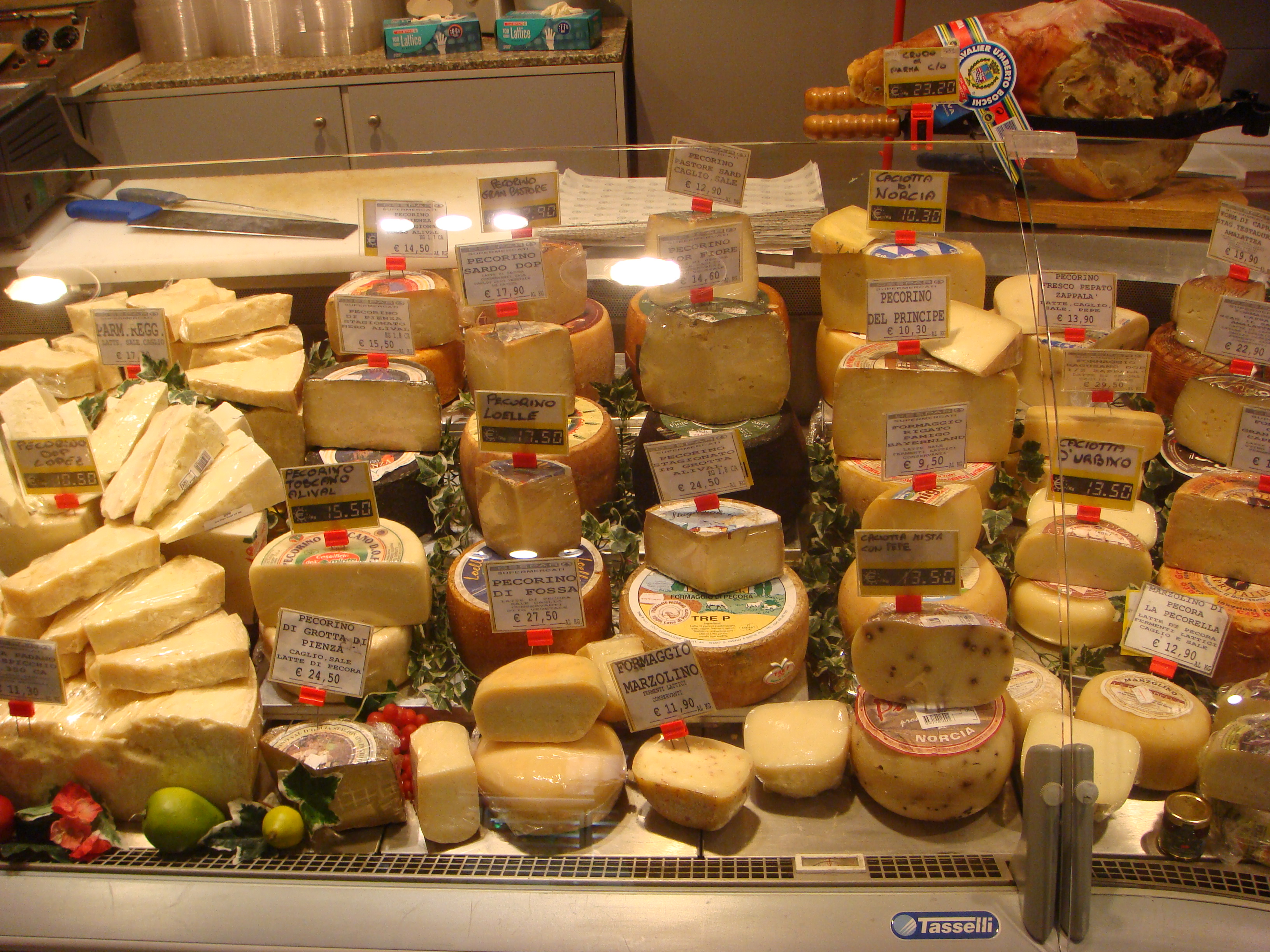
Étal d'un fromager en Italie.

Cet article recense les fromages d'Italie.

## Caractéristiques
L'Italie propose une variété de fromages de vache, de bufflonne, de chèvre et de brebis, en provenance de toutes les régions. Certains fromages italiens sont protégés par le label de qualité européen denominazione di origine protetta (DOP, « dénomination d'origine protégée ») ; cette mention est indiquée dans la liste suivante, le cas échéant. On dénombre environ 450 variétés sur le territoire italien.
En suivant, on a répertorié environ 1400 types de fromages
- Haut – A
- B
- C
- D
- E
- F
- G
- H
- I
- J
- K
- L
- M
- N
- O
- P
- Q
- R
- S
- T
- U
- V
- W
- X
- Y
- Z

## Liste

### A
- Abbamare (Sardaigne)
- Accasciato (Toscane)
- Acceglio (Cuneo, Piémont)

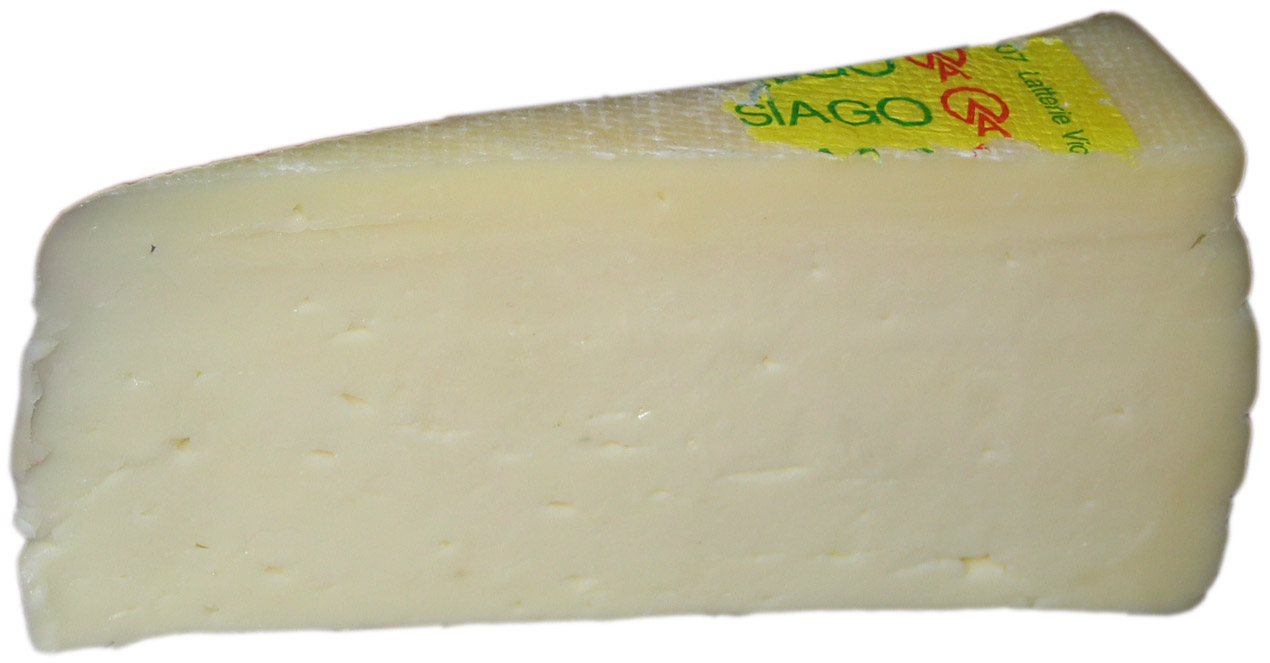
Asiago.

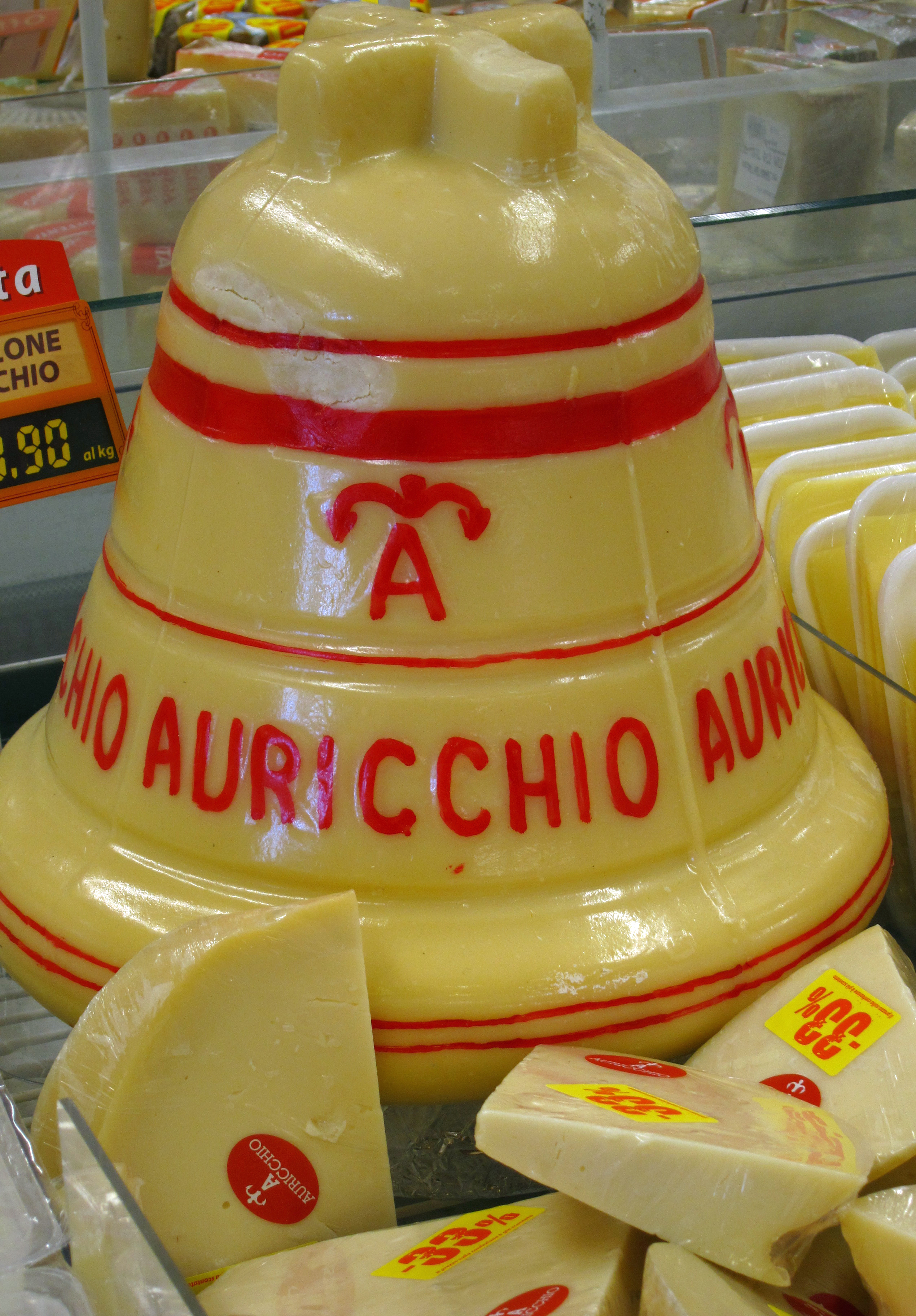
Une cloche d'Auricchio.

- Acidino ou Formaggio Acidino (Vénétie)
- Aglino
- Agri di Valtorta (Alta Val Brembana (it), Bergame, Lombardie)
- Ainuzzi (Agrigente, Sicile)
- Aladino
- Algunder Bauernkäse Halbfett (Lagundo, Haut-Adige)
- Algunder Butterkäse (Lagundo, Haut-Adige)
- Algunder Ziegerkäse (Lagundo, Haut-Adige)
- Almkäse (Haut-Adige)
- Alpeggio di Troia (Imperia, Ligurie)
- Alpepiana
  - Alpepiana Macig
- Alpigiana (Haut-Adige)
- Alpkäse (Haut-Adige)
- Amatriciano (Latium)
- Ambra di Talamello (Marches)
- Ambrosia
- Animaletti di provola (Calabre)
- Arunda (Haut-Adige)
- Aschbarer Magerkäse (Haut-Adige)
- Asiago (DOP ; Vicence, Vénétie, et Trentin)
  - Asiago d'allevo
  - Asiago pressato
  - Asiago stravecchio
- Asino (Frioul-Vénétie Julienne)
- Auricchio fort (Pieve San Giacomo, Crémone, Lombardie)

### B
- Bacio
  - Bacio di latte di capra
  - Bacio di latte muca

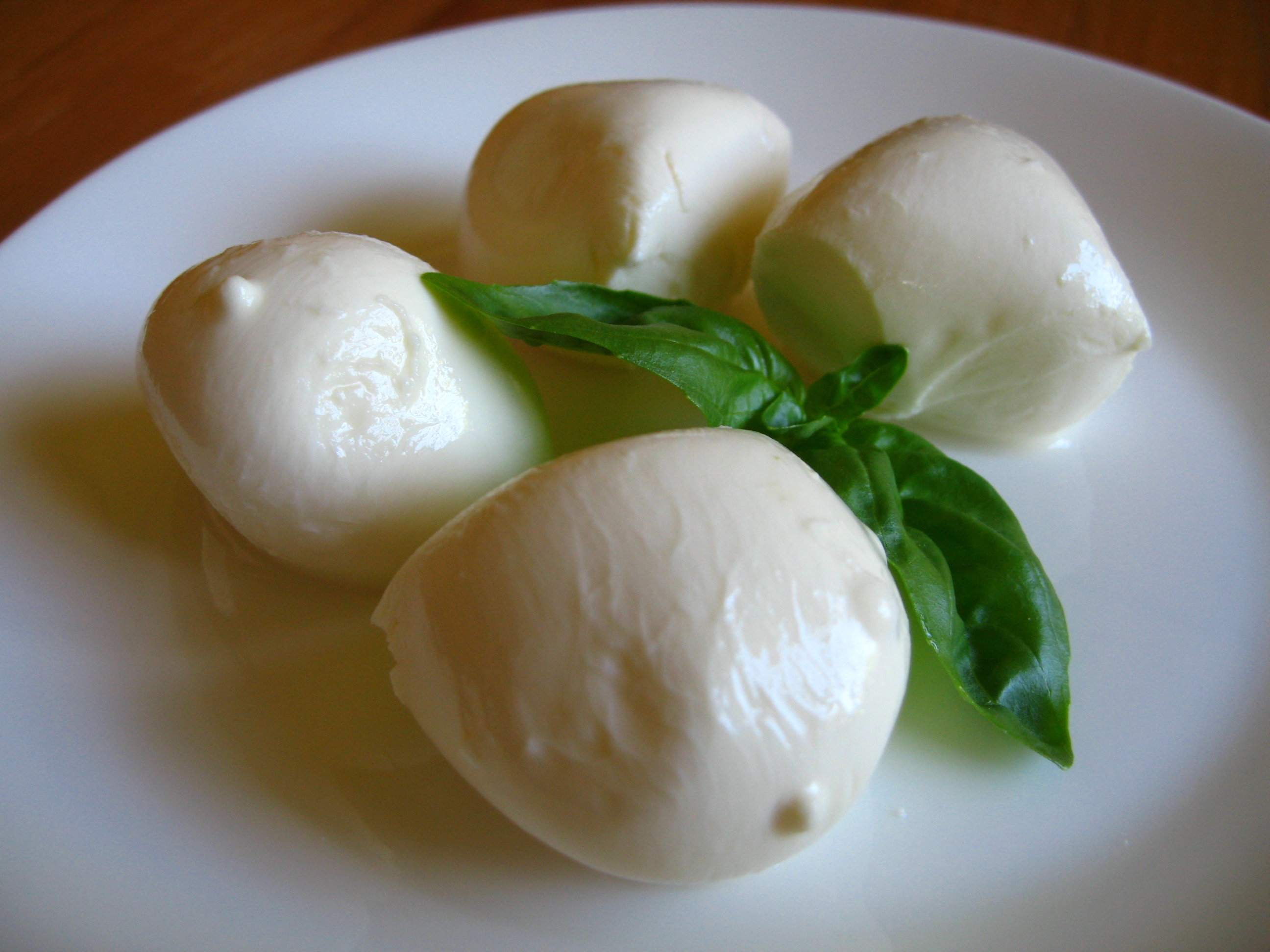
Bocconcini.

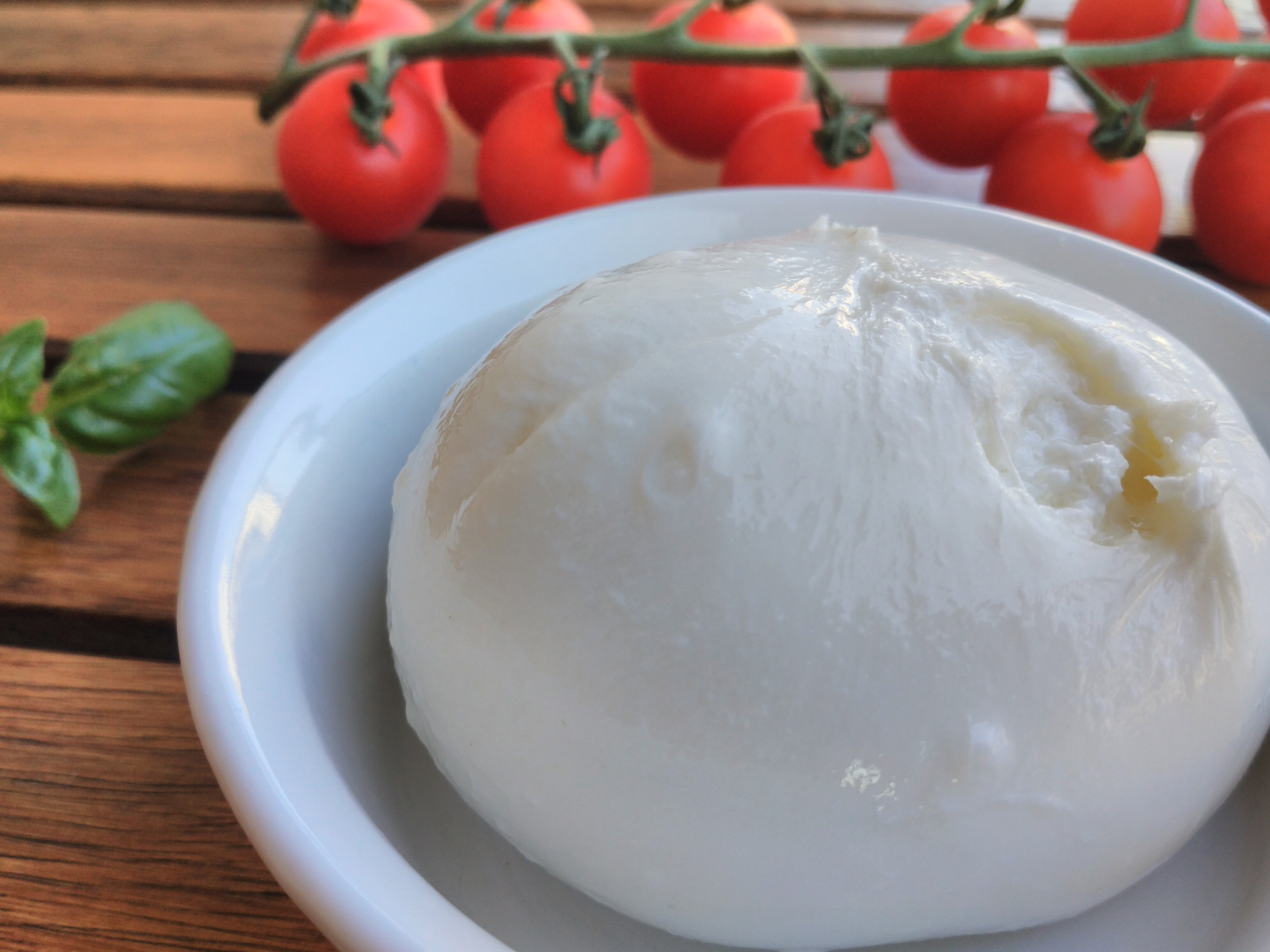
Burrata.

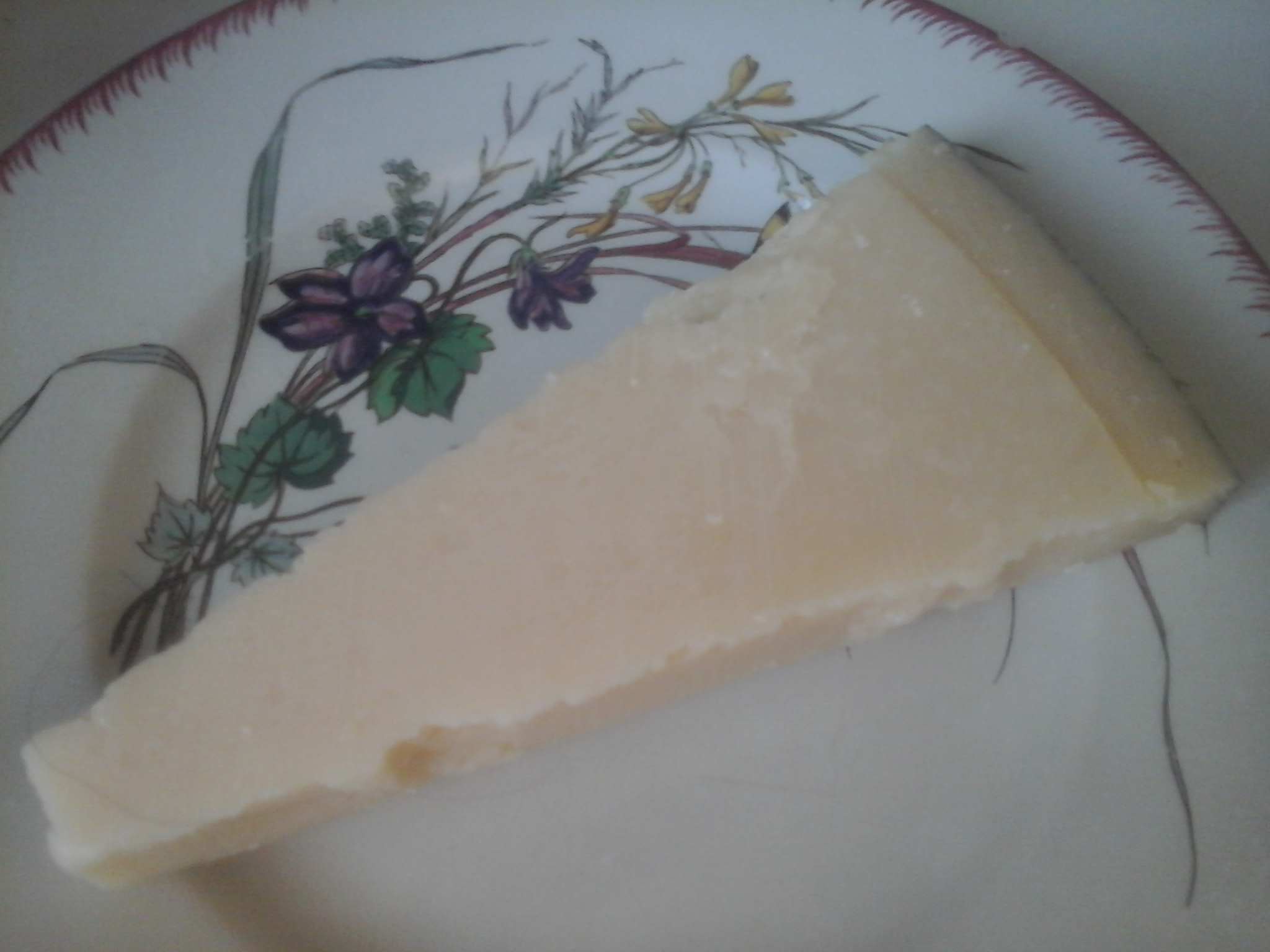
Bella Lodi.

- Bagòss ou Bagoss (Bagolino, Brescia, Lombardie)
- Baita friuli vielli (Frioul-Vénétie Julienne)
- Baricot
- Bastardo del Grappa (Monte Grappa, Vénétie)
- Bauernkäse (Haut-Adige)
- Bebè di Sorrento (péninsule de Sorrente, Naples, Campanie)
- Beddo (Pralungo et Biella, Piémont)
- Bedura
- Begiunn (vallées de Turin, Piémont)
- Belicino (Sicile)
- Bella Badia (Brunico, Haut-Adige)
- Bella Lodi (Lodi, Lombardie)
- Belmonte (Lombardie)
- Bel Paese (Lombardie)
- Bettelmatt (Novare, Piémont)
- Bergkäse
- Bernardo (Lombardie)
- Biancospino
- Biancoverde (Rovereto, Trentin)
- Bitto (DOP ; Valteline, Sondrio et Bergame, Lombardie)
  - Bitto d'alpe (DOP)
  - Bitto Valtellina (DOP)
- Bleu d'Aoste (Vallée d'Aoste)
- Blu
  - Blu Alpi Cozzie
  - Blu antico
  - Blu del Lago Maggiore
  - Blu del Moncenisio (Mont-Cenis, Piémont)
  - Blu del Moncenisio d'alpeggio
  - Blu del Monviso
  - Blu di montagna
  - Blu Val Chiusella
- Bocconcini (Naples, Campanie), au lait de vache ou de bufflonne
  - Bocconcini alla panna di bufala
- Bonassai
- Bonrus (Piémont)
- Bormino (Lombardie)
- Boscatella di Fiavè (Fiavè, Trentin)
- Boschetto al Tartufo
- Boves (Piémont)
- Bra (DOP ; Cuneo, Piémont)
  - Bra d'alpeggio
  - Bra duro
  - Bra tenero
- Branzi (Alta Val Brembana (it), Lombardie)
- Brebidor (Sardaigne)
- Brebiblu (Sardaigne)
- Brescianella
- Brichetto tartufo
- Bros, Bross ou Brös (Langhe, Piémont)
- Brossa (Vallée d'Aoste)
- Brus ou Bruss (Piémont)
  - Brus da latte
  - Brus di ricotta
  - Bruss delle Langhe (Langhe, Piémont)
  - Bruss di Castelmagno (Piémont)
  - Bruss di Frabosa (Piémont)
- Bruz (Piémont)
  - Bruz d'Murazzan (Piémont)
  - Bruz d'Murazzanivan
- Bruzzu
- Budino di capra con uvetta e vin santo
- Buflona
- Burrata (Campanie, Pouilles, Basilicate)
  - Burrata delle Murge (Murge, Pouilles)
  - Burrata di bufala (Naples, Campanie)
- Burrell
- Burrino (Calabre, Campanie, Molise et Basilicate)
  - Burrino di bufala (Naples, Campanie)
  - Burrino farcito con soppressata (Basilicate)
  - Burrino in corteccia (Campanie)
- Busche
- Buttiro (Calabre)
- Butterkäse (Lagundo, Haut-Adige)

### C
- Cachât (Piémont)
- Cacio (Abruzzes, Sicile)
- Cacio a forma di limone (Marches)
  - Cacio di fossa
  - Cacio di vacca bianca (Abruzzes)
  - Cacio figurato (Nébrodes, Messine, et Palerme, Sicile)
  - Cacio magno (Latium)
    - Cacioi magno alle erbe

  - Cacio marcetto (Abruzzes)
  - Cacio ubriaco
- Caciocavallo (Campanie, Calabre, Pouilles, Basilicate, Molise, Latium et Sicile)
  - Caciocavallo abruzzese (Abruzzes)
  - Caciocavallo affumicato (Campanie)
  - Caciocavallo del monaco (Campanie)
  - Caciocavallo di bufala (Campanie)
  - Caciocavallo di Castelfranco in Misciano (Campanie)
  - Caciocavallo di Cimina (Calabre)
  - Caciocavallo di Godrano
  - Caciocavallo farcito (Campanie)
  - Caciocavallo podolico (Gargano, Pouilles, Campanie)
    - Caciocavallo podolico campano (Campanie)
    - Caciocavallo podolico picentino

  - Caciocavallo ragusano (DOP ; Sicile)
  - Caciocavallo Silano (DOP ; Italie du Sud)
- Caciocotto (Basilicate)
- Caciofiore aquilino (Abruzzes)
- Cacioforte (Campanie)
- Cacioreale (Lombardie)
- Cacioricotta (Abruzzes, Campanie, Pouilles, Calabre et Basilicate)
  - Cacioricotta campana (Campanie)
  - Cacioricotta di bufala (Campanie)
  - Cacioricotta di capra cilentina (Cilento, Campanie)
  - Cacioricotta fresca (Latium)
  - Cacioricotta lucano (Basilicate, Pouilles et Campanie)
  - Cacioricotta pugliese (Pouilles)
- Caciotta (principalement Italie du centre)
  - Caciotta al peperoncino (Campanie)
  - Caciotta amiatina
  - Caciotta calabra (Calabre)
  - Caciotta caprina
  - Caciotta della Lunigiana (Toscane)
  - Caciotta misto pecora
  - Caciotta degli Elimi
  - Caciotta dei Monti della Laga (Latium)
  - Caciotta del Montefeltro (Marches)
  - Caciotta del Monte Lazzarina (Émilie-Romagne)
  - Caciotta di Montemauro (Émilie-Romagne)
  - Caciotta della sabina (Latium)
  - Caciotta di Asiago (Vénétie)
  - Caciotta di Brugnato
  - Caciotta di latte caprino
  - Caciotta Manzone
  - Caciotta di pecora
  - Caciotta genuina romana (Latium)
  - Caciotta mista della Tuscia
  - Caciotta di bufala (Latium)
    - Caciotta di bufala pontina (Latium)

  - Caciotta sarda (Sardaigne)
  - Caciotta senese (Sienne, Toscane)
  - Caciotta toscana (Toscane)
  - Caciotta vaccina frentana
- Caciottina (Campanie)
  - Caciottina di bufala di Amaseno
    - Caciottina di bufala di Amaseno aromatizzata

  - Caciottina canestrata di Sorrento (péninsule de Sorrente, Naples, Campanie)
- Caciotto di cirella di plati (Calabre)
- Cadolet di capra (Val Camonica, Lombardie)
- Cafone
- Calcagno
- Callu de cabreddu
- Camasciano
- Canestrato (Trentin, Pouilles, Calabre, Basilicate et Sicile)
  - Canestrato crotonese (Crotone, Calabre)
  - Canestrato d'Aspromonte (Calabre)
  - Canestrato di Moliterno (Basilicate)
  - Canestrato pugliese (DOP ; Foggia, Pouilles)
  - Canestrato trentino (Trentin)
  - Canestrato vacchino (Sicile)
- Candela di Langa
- Cansiglio (Belluno, Vénétie, et Pordenone, Frioul-Vénétie Julienne)
- Cappello del mago
- Capretta
- Capridor
- Caprini bergamaschi (Bergame, Lombardie)
- Caprino (Piémont, Lombardie, Vénétie, Trentin, Frioul-Vénétie Julienne, Marches, Campanie et Calabre)
  - Caprino a coagulazione lattica e presamica (Lombardie)
  - Caprino al lattice di fico (Marches)
  - Caprino al pepe di Bagnolo (Piémont)
  - Caprino bicchierino
  - Caprino da grattugia
  - Caprino dell'Aspromonte (Calabre)
  - Caprino degli Alburni (Campanie)
  - Caprino della Carnia pasta dura e pasta morbida (Carnia, Udine, Frioul-Vénétie Julienne)
  - Caprino della Limina (Calabre)
  - Caprino della Val Brevenna
  - Caprino della Val Vigesso
  - Caprino di Baceno (Piémont)
  - Caprino di Cavalese
  - Caprino di Demonte (Piémont)
  - Caprino di malga delle Alpi Marittime (Cuneo, Piémont)
  - Caprino di Montefalcone del Sannio
  - Caprino di Rimella (Piémont)
  - Caprino di Urbino (Marches)
  - Caprino francese
  - Caprino fresco (Abruzzes et Vénétie)
    - Caprino fresco veneto (Vénétie)

  - Caprino lattico piemontese (Piémont)
  - Caprino lombardo (Lombardie)
  - Caprino ossolano (Piémont)
  - Caprino presamico piemontese (Piémont)
  - Caprino spazzacamino
  - Caprino stagionato (Campanie et Basilicate)
  - Caprino trentino (Trentin)
  - Caprino vaccino (Lombardie)
  - Caprino Valle (Piémont)
  - Caprino valsesiano
- Capriola
- Capritilla
- Cappuccetto rosso
- Carboncino
- Carletta-Tometta cremosa di pecora
- Carlina- Robiola di pura capra
- Carmasciano
- Carnia (Carnia, Udine, Frioul-Vénétie Julienne)
- Casale de Elva (Cuneo, Piémont)
- Casalina
- Casareccio di Goretto
- Casât gardesano
- Casatella (Émilie-Romagne et Vénétie)
  - Casatella romagnola (Romagne, Émilie-Romagne)
  - Casatella trevigiana (Trévise, Vénétie)
- Casatta (Lombardie)
  - Casatta nostrana di Corteno Golgi (Lombardie)
- Cascio pecorino lievito (Marches)
- Casciotta d'Urbino (DOP ; Pesaro et d'Urbino, Marches)
- Casel bellunese (Belluno, Vénétie)
- Casera (Lombardie)
  - Casera Crotto (Lombardie)
  - Casera giovane Valtellina (Lombardie)
  - Casera uso monte (Lombardie)
- Casieddu di Moliterno (Basilicate)
- Casiello (Basilicate)
- Casizolu
  - Casizolu di pecora
- Caso
  - Caso conzato (Campanie)
  - Caso di Elva (Cuneo, Piémont)
  - Caso peruto (Campanie)
- Casolèt (Lombardie, Trentin)
  - Casolèt della Val di Sole (Lombardie)
- Casoretta (Lombardie)
- Cassatella
- Castel Ariund (Alpes-Maritimes, Cuneo, Piémont)
- Castelmagno (DOP ; Cuneo, Piémont)
- Castelrosso
- Casu (Sardaigne)
  - Casu axedu ou Frue
  - Casu cundhidu
  - Casu de cabreddu
  - Casu friscu
  - Casu marzu
  - Casu modde
  - Casu spiattatu
- Cavrin ou Cevrin di Coazze (Piémont)
- Cesio
- Chabri stagionato
- Charbonet
- Cherz (Vénétie)
- Ciabutin
- Cimbro
- Cingherlino ou Zincarlin (Lombardie)
- Cofanetto
- Comelico
- Conciato romano (Latium)
- Contrin
- Cosacavaddu ibleo (Sicile)
- Costa d'Oro
- Crava
- Crema
  - Crema del Friuli (Frioul-Vénétie Julienne)
  - Crema del cuc (Frioul-Vénétie Julienne)
  - Crema di Fobello capra
- Crescenza (Lombardie et Émilie-Romagne)
- Crosta di pane
- Crottino al tartufo
- Crucolo (Trentin)
- Crutin (Piémont)
- Cuc (Frioul-Vénétie Julienne)
- Cuincir (Frioul-Vénétie Julienne)
- Cuor
  - Cuor di neve
  - Cuor di valle (Lombardie)
- Cuoricino Pagina
- Cusiè (Piémont)

### D
- Darraghetto di Viareggio (Viareggio, Toscane)
- Degli Albanesi (Calabre)
- Del Colle
- Delizia del Colle
- Devero
- Dobiacco (Haut-Adige)
- Dolce Isola Misto
- Dolcelatte, fromage bleu au lait de vache, à pâte persillée, souple, crémeuse, avec un goût plus doux que le Gorgonzola.
- Dolce sardo (Sardaigne)
- Dolcezza d'Asiago (Vénétie)
- Dolomiti (Trentin)
- D'ora ligure (Ligurie)
- Due latti- Quadrotta delle Langhe (Piémont)

### E
- Erborinato
  - Erborinato di Artavaggio (Lombardie)
  - Erborinato di capra
  - Erborinato di monte
  - Erborinato di pecora delle Alpi Cozie
- Ericino
- Escarun di pecora (Piémont)

### F
- Falagnone (Basilicate)
- Fallone di Gravina (Basilicate)
- Farci-Provola (Calabre)

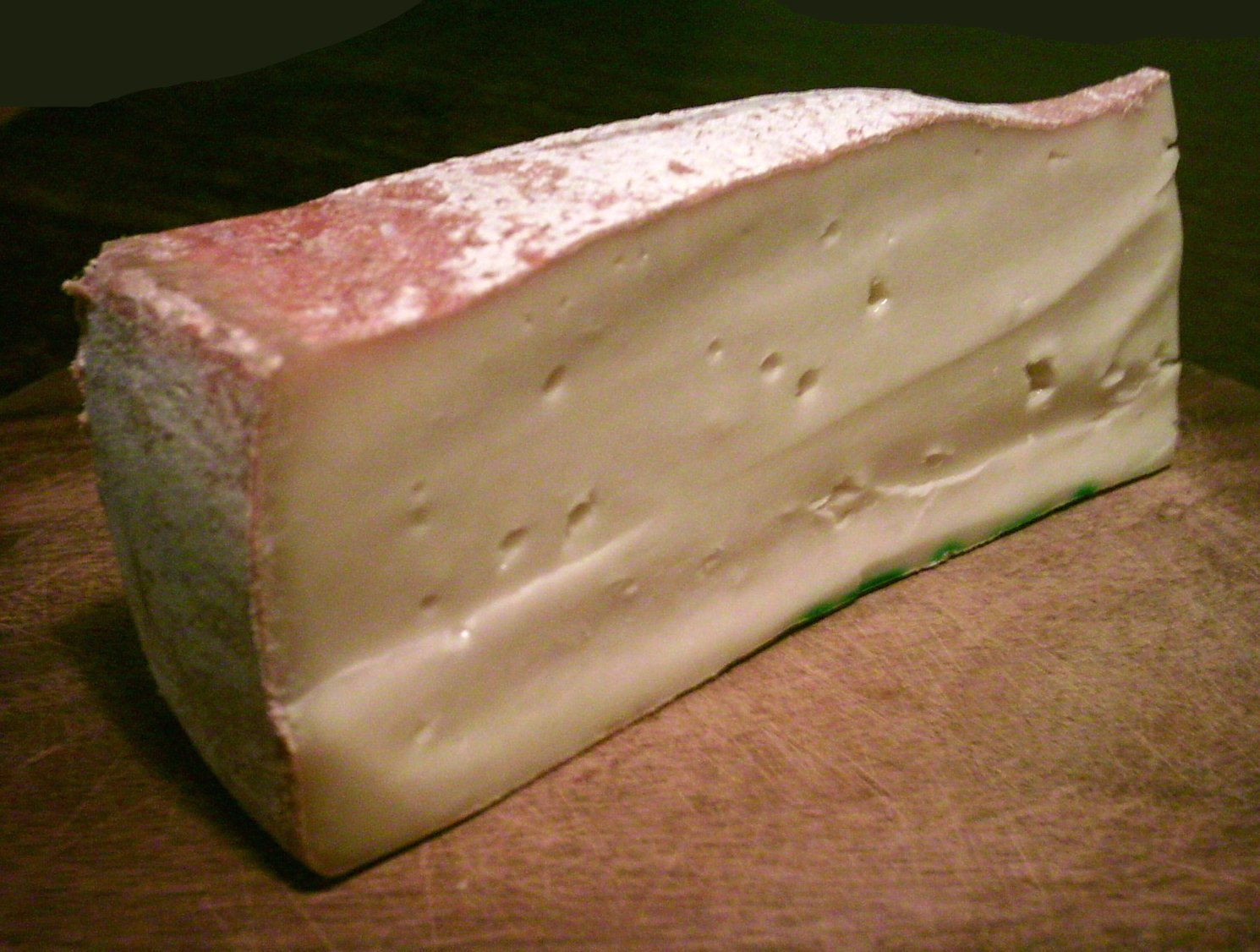
Fontina.

- Fatuli della Val Saviore (Lombardie)
- Felciata di Calabria (Calabre)
- Fiacco di capra
- Fior
  - Fior di campo
  - Fior di latte (Campanie,Basilicate,Latium)
  - Fior di latte campano (Campanie)
  - Fior di latte laziale (Latium)
  - Fior di monte
- Fiordivalle
- Fiore
  - Fiore sardo (DOP ; Sardaigne), fromage au lait de brebis avec une texture dure et un goût de noisette. Vieux, il s'utilise râpé.
  - Fiore sicano
- Fioreta
- Fiorone della Valsassina (Lombardie)
- Fiuri (Lombardie)
- Fiurit (Lombardie)
- Flors
  - Flors (Frioul-Vénétie Julienne)
- Fodom
- Fondue (Vallée d'Aoste, Piémont)
  - Fonduta savoiarda (Piémont)
- Fontal (Trentin)
  - Fontal Fiavè (Trentin)
- Fontine (DOP ; Vallée d'Aoste)
- Formadi
  - Formadi Frant (Frioul-Vénétie Julienne)
  - Formadi Salat (Frioul-Vénétie Julienne)
- Formaggella (Piémont, Lombardie), (Abruzzes)
  - Formagella del bec (Lombardie)
  - Formaggella del Luinese (Lombardie)
  - Formagella del Sannio (Abruzzes)
  - Formagella dell'Adamello
  - Formagella della Val Brembana (Lombardie)
  - Formagella della Val Camonica (Lombardie)
  - Formagella della Val di Sabbia (Lombardie)
  - Formagella della Val di Scalve (Lombardie)
  - Formagella della Val Seriana (Lombardie)
  - Formaggella della Val Trompia (Lombardie)
  - Formaggella di caglio (Lombardie)
  - Formagella tremosine (Lombardie)
  - Formagella uso monte (Lombardie)
  - Formagella Valcavallina
- Formagello spazzacamino
- Formagetta (Ligurie)
  - Formagetta della Valle Argentina
  - Formagetta di Bonassola
  - Formagetta di mucca
  - Formagetta di Stella San Giovanni
  - Formagetta savonese
- Formaggi e ricota di Stazo (Abruzzes)
- Formaggina (Lombardie)
- Formaggio
  - Formaggio a crosta rossa
  - Formaggio agordino di malga
  - Formaggio Alta Pusteria (Haut-Adige)
  - Formaggio bastardo del Grappa
  - Formaggio caprino d'alpeggio
  - Formaggio caprino del Cilento (Campanie)
  - Formaggio caprino della Limina (Calabre)
- Formaggio caprino morbido (Frioul-Vénétie Julienne)
  - Formaggio coi vermi (Lombardie)
  - Formaggio d'alpe (Piémont) (Lombardie)
    - Formaggio d'alpe grasso (Lombardie)
    - Formaggio d'alpe misto (Lombardie)

  - Formaggio d'alpeggio di Troia
  - Formaggio da spalmare (Campanie)
  - Formaggio dei Zaccuni ou pecorino misto (Basilicate)
  - Formaggio del buongustaio (Abruzzes)
  - Formaggio del Cit ou Formai dal Cit (Val Tramontina, Pordenone, Frioul-Vénétie Julienne)
  - Formaggio del gleno (Lombardie)
  - Formaggio del fieno
  - Formaggio del monte (Haut-Adige)
  - Formaggio delle Langhe « Trifulìn » (Langhe, Piémont)
  - Formaggio di capra
    - Formaggio di capra a pasta fresca (Basilicate)
    - Fromage de chèvre à pâte molle (Vallée d'Aoste)
    - Formaggio di capra di Calabria (Calabre)
    - Formaggio di capra siciliana (Sicile)

  - Formaggio di "caso" (Piémont)
  - Formaggio di colostro ovino
  - Formaggio di fossa (DOP ; Émilie-Romagne et Marches)
  - Formaggio di grotta (Vallées du Natisone, Udine, Frioul-Vénétie Julienne)
  - Formaggio di grotta o Jamar (Haut-plateau du Carso, Trieste, Frioul-Vénétie Julienne)
  - Formaggio di malga dei setti comuni
  - Formaggio di Menconico
  - Formaggio di montagna di Sesto
  - Formaggio di montagna friulano (Frioul-Vénétie Julienne)
  - Fromage de chèvre ou de brebis à pâte pressée (Vallée d'Aoste)
  - Formaggio di Santo Stefano di Quisquina
  - Formaggio in crema (Piémont)
  - Formaggio pecorino di Atri
  - Formaggio Piave
  - Formaggio pressato (Lombardie)
  - Formaggio puntato o marcetto (Abruzzes)
  - Formaggio salato o Asino (Carnia, Udine et Val d'Arzino, Pordenone, Frioul-Vénétie Julienne)
  - Formaggio saltarello (Frioul-Vénétie Julienne)
  - Formaggio semigrasso d'alpe (Lombardie)
  - Formaggio ubriaco (Frioul-Vénétie Julienne)
  - Formaggio Val Seriana
- Formaggiola caprina (Emilie-Romagne)
- Formaggiu ri capra
- Formai
  - Formai de Livign (Lombardie)
  - Formai de mut
    - Formai de mut dell'Alta Valle Brembana (DOP ; Lombardie)
- Formaio embriago (Vénétie)
- Formazza
- Formella del Friuli (Frioul-Vénétie Julienne)
- Frachet (Piémont)
- Fresa
- Frico balacia (Frioul-Vénétie Julienne)
- Friulano (Frioul-Vénétie Julienne)
- Fromadzo (DOP ; Vallée d'Aoste)
- Frue
- Furmaggitt di Montevecchia (Lombardie)
- Furmaggiu du quagliu
- Furmai
  - Furmai del sieur Mario (Lombardie)
  - Furmai magher (Lombardie)
  - Furmai marçèt

### G
- Galbanino
- Garda tremosine (Lombardie)
- Giacobin de Zena (DOP)
- Giganti (Basilicate)
- Giglio sardo (Sardaigne)
- Gineprino
- Gingherlino (Lombardie)
- Gioda
- Gioddu
- Giuncà (Piémont)
- Giuncata
  - Giuncata abruzzese o sprisciocca (Abruzzes)
  - Giuncata calabra (Calabre)
    - Giuncata di capra calabra (Calabre)
- Giuncatella (Abruzzes)
- Gorga Ciccarrelli di Viareggio (Viareggio, Toscane)
- Gorgonzola (DOP ; Piémont, Lombardie)
- Gran cacio di Morolo
- Gran Sardo
- Grana (it) (Piémont, Lombardie, Vénétie, Émilie-Romagne, Trentin, Calabre)
  - Grana calabrese (Calabre)
  - Grana padano (DOP ; Émilie-Romagne, Piémont, Lombardie, Vénétie)
- Grande vecchio di Montefollonico
- Granone lodigiano (Lodi, Lombardie)
- Grappino
- Grasso d'alpe (Piémont)
- Graukäse (Haut-Adige)
  - Graukäse della Valle Aurina (Haut-Adige)
- Gresal (Vénétie)
- Groviera La Leonessa
- Guttus di pecora grossetano

### H
- Hochpustertaler (Dobbiaco, Haut-Adige)

### I
- Inca volata
- Incanestrato foggiono di Castel Monte
- Ircano (Sardaigne)
- Italico (Lodi et Pavie, Lombardie)

### J
- Jasperino lombardo (Lombardie)

### K
- Kiba torinese (Turin, Piémont)

### L
- Lacarian
- La Castana
- La Res
- Latteria (Lombardie, Frioul-Vénétie Julienne)
  - Latteria delebio (Lombardie)
  - Latteria del Friuli (Cividale del Friuli, S.Andrea, Carnie Alto But, Udine, Frioul-Vénétie Julienne)
  - Latteria di Fagagna (Fagagna, Colli Occidentali, Udine, Frioul-Vénétie Julienne)
  - Latteria del Carso (haut-plateau triestin, Trieste, Frioul-Vénétie Julienne)
  - Latteria della Valtellina (Livigno, Valteline, Sondrio, Lombardie)
- Liptauer triestino (Trieste, Frioul-Vénétie Julienne)

### M

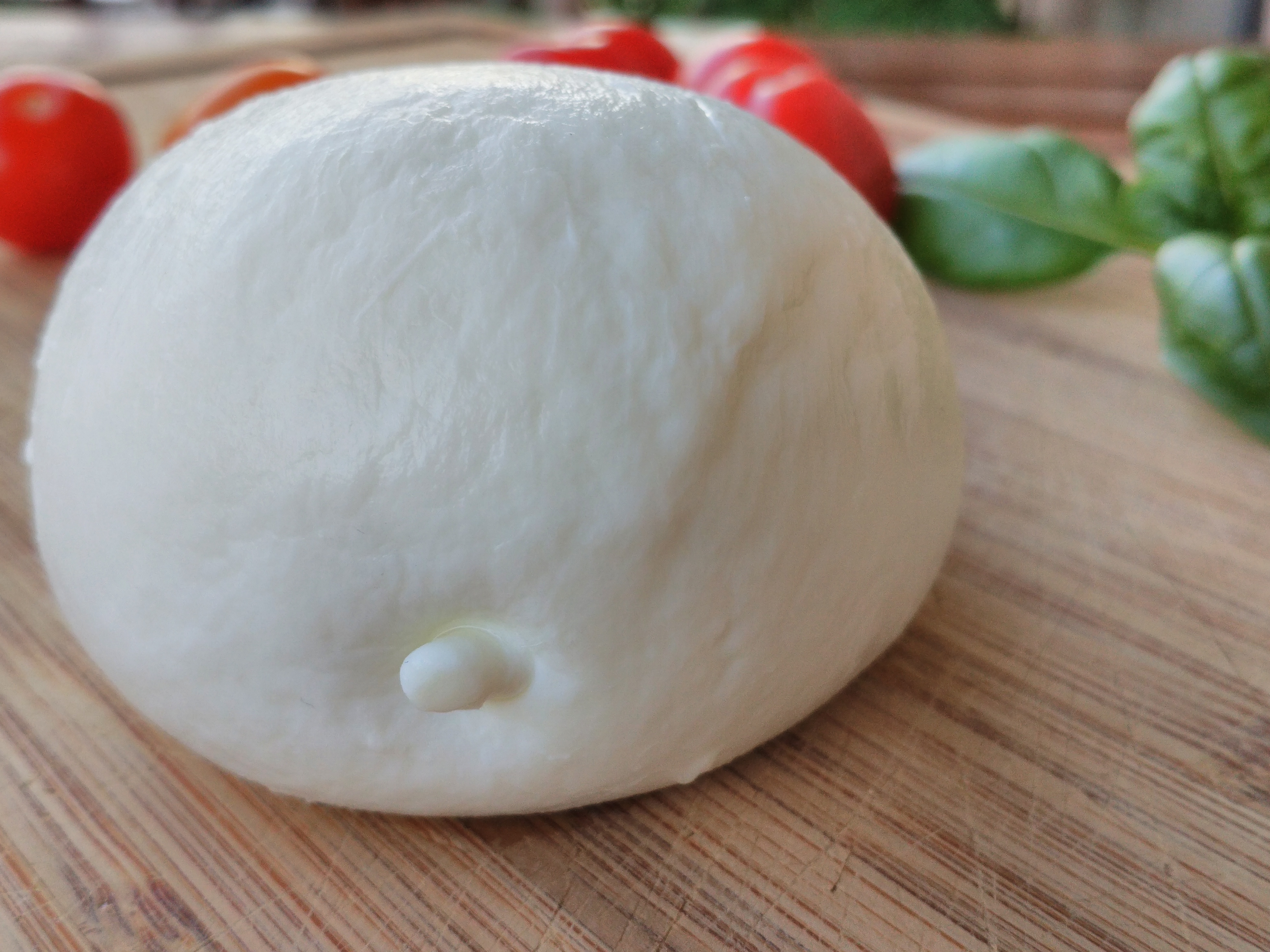
Mozzarella.

- Maccagno, Toma Maccagno ou Macagn (Piémont)

- - Maccagno biellese (Biella, Piémont)
- Madonie Provola (Madonies, Palerme, Sicile)
- Maioc-Magnocca (Lombardie)
  - Magnocca gordana (Lombardie)
- Magnùn (Piémont)
- Magro ou Furmai magher (Lombardie,Piémont)
  - Magro di latteria (Lombardie)
  - Magro di piatta (Piémont)
- Maioc-Magnocca (Lombardie)
- Maiorchino
  - Maiorchino di Novara di Sicilia (Sicile)
- Malga (Frioul-Vénétie Julienne, Vénétie, Lombardie, Trentin-Haut-Adige)
  - Malga altopina o dei sette comuni
  - Malga bellunese (Belluno, Vénétie)
  - Malga Fane
  - Malga stagionato nelle vinacce
  - Malga Stelvio (Lombardie et Haut-Adige)
  - Malga o Ugovizza (Val Canale Tarvisiano, Udine, Frioul-Vénétie Julienne)
  - Malga della Carnia (Carnia, Udine, Frioul-Vénétie Julienne)
- Manteca (Basilicate, Campanie )
  - Manteca basilicata
  - Manteca campana
  - Manteca del Cilento
- Mantecata (Campanie)
- Maria Provolone di Potenza (Basilicate)
- Marzolina
- Marzolino
  - Marzolino del Chianti (Toscane)
  - Marzolino di Lucardo
- Marzotica (Lecce, Pouilles)
- Mascarpa
- Mascarpin (Lombardie)
  - Mascarpin de la Calza (Lombardie)
- Mascarpone (Piémont, Lombardie, Campanie), fromage à la crème fraîche entière
  - Mascarpone di bufala (Campanie)
    - Mascarpone di bufala di Battipaglia (Campanie)

  - Mascarpone torta
- Mastela
- Mattone ou Zeigel
- Mattonella al rosmarino (Lombardie)
- Matusc ou Magro di Latteria (Lombardie)
- Mezzapasta (Piémont)
- Millefoglie all'aceto balsamico/marzemino
- Misto
  - Misto capra
    - Misto capra di Malga

  - Misto pecora fresco dei Berici
- Moesin di Fregona
- Moliterno al tartufo (Sardaigne)
- Mollana della Val Borbera
- Moncenisio ou Murianengo (Piémont)
- Montagna
- Montanello ou Caciotta dolce
- Montasio friulano et veneto (DOP ; Pordenone et Udine, Frioul-Vénétie Julienne et Vénétie orientale)
- Mont Blanc
  - Mont Blanc pepe
- Monte Baldo ou Monte Baldo primo fiore
- Montébore (Alexandrie, Piémont)
- Monte delle Dolomiti
- Montegranero
- Monte Veronese (DOP ; Vénétie)
  - Monte Veronese di malga
  - Monte Veronese Ubriaco all'Amarone (Vénétie)
- Morello
- Morlâc
- Morlacco, Morlacco di Grappa ou Burlacco (massif du Grappa, Vénétie)
- Mortaràt (Biella, Piémont)
  - Mortaràt Ciambella all'aglio
  - Mortaràt Ciambella aromatica
  - Mortaràt Maccagnetta alle erbe
  - Mortaràt Maccagnetta alle noci
  - Mortaràt Mattonella al rosmarino
  - Mortarât Ostrica di montagna
- Mortrett ou Murtret
- Moteli (Lombardie)
- Motta
- Mottolina ou Bettelmatt (Piémont)
- Mottolino
- Mozzarella (Campanie, Pouilles, Calabre, Basilicate et dans le sud du Latium), fromage au lait de vache ou de bufflonne, à pâte crémeuse et filée
  - Mozzarella di Bufala Campana (DOP ; Campanie, Latina et Frosinone, Latium)
  - Mozzarella di Gioia del Colle (DOP ; Pouilles)
  - Mozzarella lucana (Basilicate)
  - Mozzarella nella mortella (Campanie)
  - Mozzarella silana (Calabre)
- Murazzano (DOP ; Piémont)
- Murianengo ou Moncenisio (Piémont)
- Mursin
- Murtarat
- Musulupu (Calabre)

### N
- Nevegal
- Nis (Lombardie)
- Nisso (Lombardie)
- Nocciolino di ceva
- Nostrale d'alpe (Piémont)
- Nostranello mandello
- Nostrano (Piémont, Lombardie, Trentin)
  - Nostrano d'alpe (Piémont)
  - Nostrano de casèl (Trentin)
  - Nostrano della Val di Fassa (Trentin)
  - Nostrano del primiero (Trentin)
  - Nostrano di Costalta
  - Nostrano di Crodo (Piémont)
  - Nostrano di latteria (Piémont)
  - Nostrano di malga trentino (Trentin)
  - Nostrano Fiavé
  - Nostrano grasso (Lombardie)
  - Nostrano misto capra (Trentin)
  - Nostrano prealpino
  - Nostrano semigrasso (Trentin et Lombardie)
  - Nostrano valchiese (Trentin)
  - Nostrano Valtrompia (DOP)
- Nusnetto bresciano (Brescia, Lombardie)

### O
- Ol Sciur (Lombardie)
- Ormea (Piémont)
- Orrengigo di Pistoia (Pistoia, Toscane)
- Ortler (Haut-Adige)
- Ostrica di montagna (Biella, Piémont)
- Ossolano d'alpe (Piémont)

### P
- Paddaccio (Calabre)
- Paddraccio (Basilicate)
- Padduni
- Paglierina (Piémont)
  - Paglierina appassita (Piémont)
  - Paglierina di rifreddo (Piémont)
- Paglietta piemontese (Piémont)

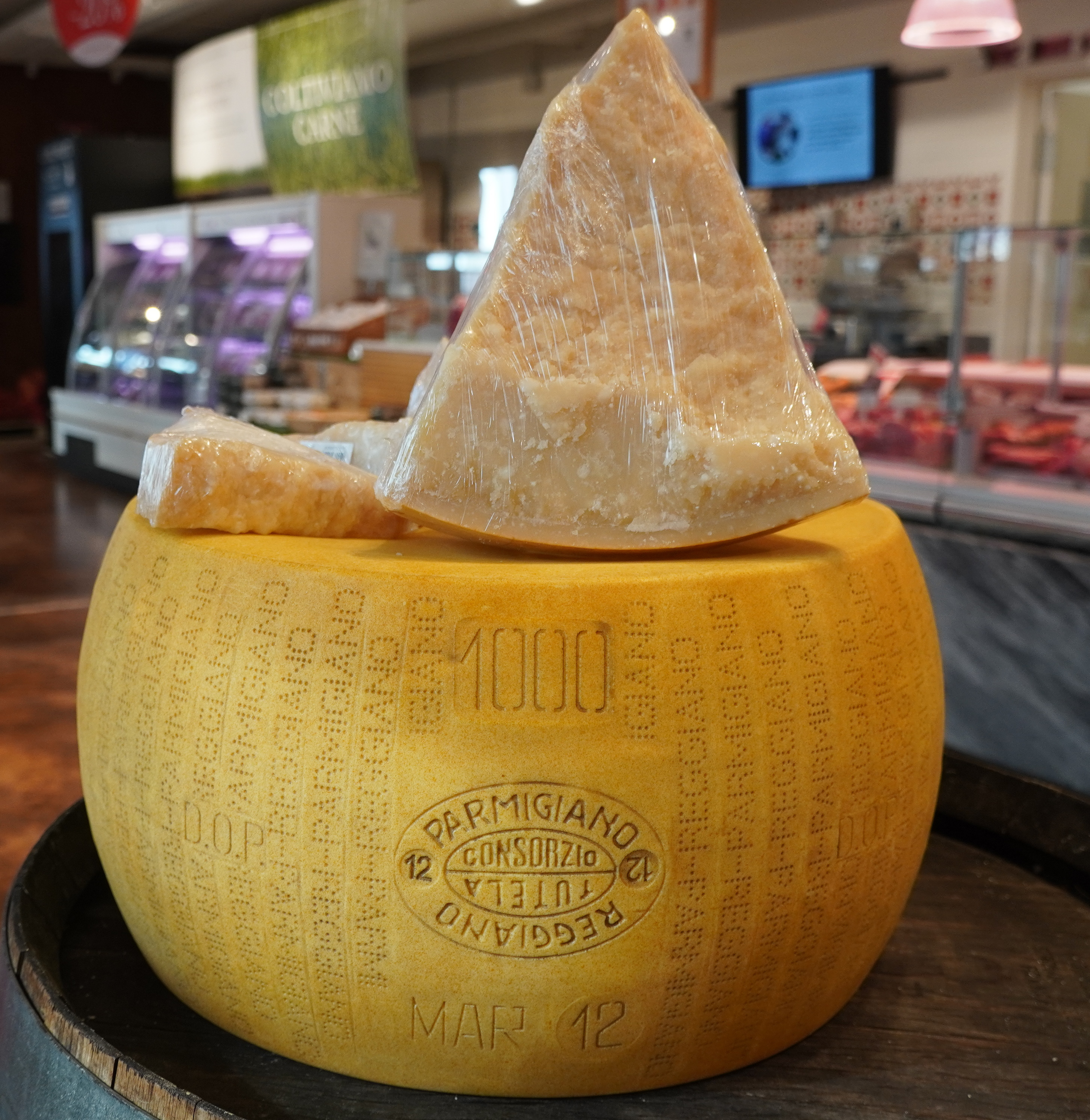
Parmesan.

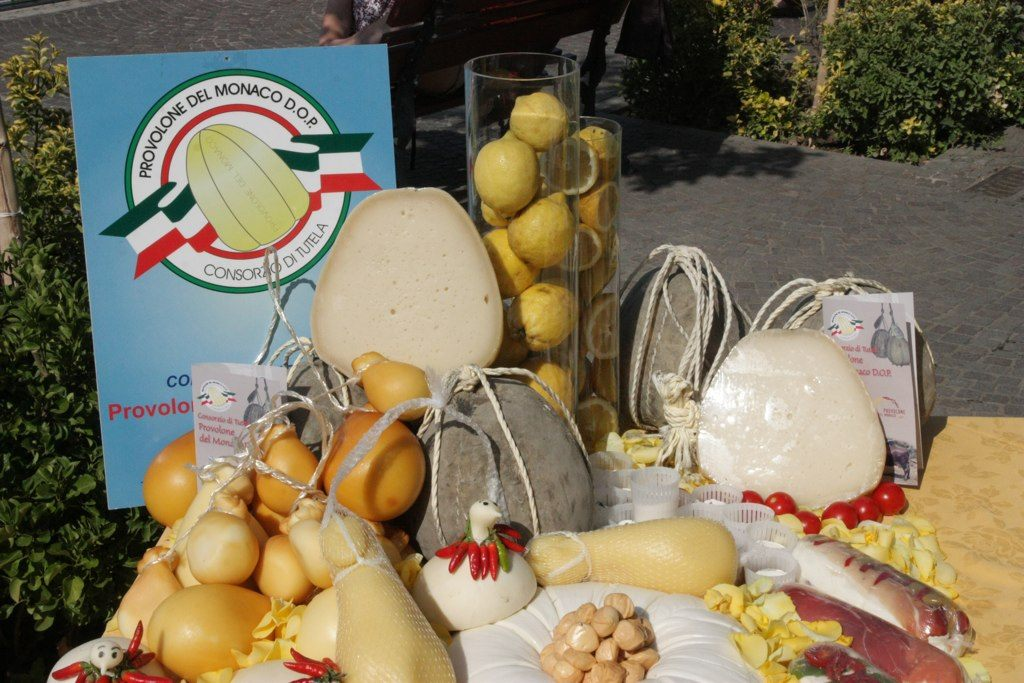
Assortiment de provolone del monaco.

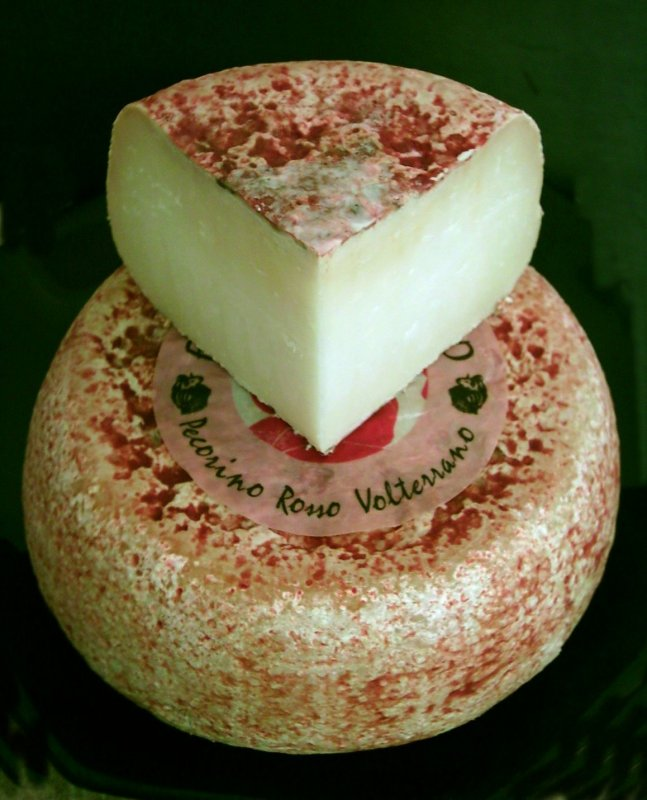
Pecorino.

  - Paglietta delle Langhe (Langhe, Piémont)
- Pallone di Gravina (Pouilles et Basilicate)
- Pampanella (Abruzzes)
- Pancette (Basilicate)
- Pannarello
- Pannerone lodigiano (Lodi, Lombardie)
- Parmigiano Reggiano (DOP ; Émilie-Romagne, Lombardie)
- Pastore
- Pastorella del Cerreto di Sorano
- Pastorino (Frioul-Vénétie Julienne)
- Pecora
- Pecoricco (Pouilles)
- Pecorini (Calabre)
- Pecorino (Italie continentale du Nord, du Centre et du Sud, Sardaigne et Sicile)
  - Pecorino a crosta fiorita
  - Pecorino baccellone
  - Pecorino bagnolese (Piémont)
  - Pecorino brindisino (Brindisi, Pouilles)
  - Pecorino campano (Campanie)
  - Pecorino carmasciano (Campanie)
  - Pecorino con il peppe (Calabre)
  - Pecorino d'Abruzzo (Abruzzes)
  - Pecorino dei Berici
  - Pecorino dei Monti Sibillini (Marches)
  - Pecorino del Casentino (Toscane)
  - Pecorino del Fortore (Campanie)
  - Pecorino del Monte Marzano (Campanie)
  - Pecorino del Monte Poro (Calabre)
  - Pecorino del Parco di Migliarino-San Rossore
  - Pecirino del Sannio (Abruzzes)
  - Pecorino dell'Appennino reggiano (Emilie-Romagne)
  - Pecorino della costa apuana (Ligurie)
  - Pecorino della Garfagnana (Toscane)
  - Pecorino della Locride (Calabre)
  - Pecorino della Lunigiana (Toscane)
  - Pecorino della Vallata Stilaro-Allaro (Calabre)
  - Pecorino della Versilia (Toscane)
  - Pecorino delle balze volterrane (Toscane)
  - Pecorino di Atri (Abruzzes)
  - Pecorino di Carmasciano
  - Pecorino di Crotone ou crotonese (Crotone, Calabre)
  - Pecorino di Farindola (Abruzzes)
  - Pecorino di Filiano (DOP ; Potenza, Basilicate)
  - Pecorino di Garfagnina (Toscane)
  - Pecorino di Moliterno (Basilicate)
  - Pecorino di montagna (Marches)
  - Pecorino di Monte Rinaldo (Marches)
  - Pecorino di Osilo
  - Pecorino di Pian di Vas (Frioul-Vénétie Julienne)
  - Pecorino di Pienza stagionato (Toscane)
  - Pecorino di Romagna (Émilie-Romagne)
  - Pecorino di Vazzano (Calabre)
  - Pecorino foggiano (Foggia, Pouilles)
  - Pecorino friulano (Frioul-Vénétie Julienne)
  - Pecorino in botte (Marches)
  - Pecorino leccese (Lecce, Pouilles)
  - Pecorino lucano (Basilicate)
  - Pecorino marchigiano (Marches)
  - Pecorino Monte Re (Frioul-Vénétie Julienne)
  - Pecorino primo sale (Calabre)
  - Pecorino romano (DOP ; Latium) (Toscane) (Sardaigne)
  - Pecorino rosso volterrano (Toscane)
  - Pecorino Salaprese (Calabre)
  - Pecorino sardo (DOP ; Sardaigne)
  - Pecorino senese (Sienne, Toscane)
  - Pecorino siciliano au poivre (DOP ; Sicile)
  - Pecorino sott'olio (Abruzzes)
  - Pecorino stagionato in foglie di noce
  - Pecorino toscano (DOP ; Toscane)
  - Pecorino umbro ou subasio (Ombrie)
  - Pecorino Valle dell'Ancinale (Calabre)
  - Pecorino veneto (Vénétie)
- Pepato
- Peretta
- Perlanera
- Pettirosso tipo Norcia
- Piacentinu ou Piacentino (Sicile)
  - Piacentino ennese ou Piacentinu di Enna (Enna, Sicile)
- Piattone (Lomlbardie)
- Piave
  - Piave vecchio
  - Piave stravecchio
- Piddiato
- Pierino
- Pioda Santa Maria
- Piodino
- Piramide
  - Piramide di capra
  - Piramide in foglia
- Piscedda
- Pirittas
- Plaisentif
- Pojna enfumegada ou Poina enfumegada (Trentin)
- Pratolina
- Prescinsêua (Gênes, Ligurie)
- Presolana-Valseriana (Lombardie)
- Pressato (Vénétie)
- Primolino
- Primo sale
- Primusali
- Provola (Latium, Campanie, Pouilles, Calabre et Sicile)
  - Provola affumicata (Campanie et Latium)
    - Provola affumicata di bufala (Rome et Frosinone, Latium, et Campanie)

  - Provola calabra (Calabre)
  - Provola Capizzi
  - Provola Casale ou Floresta
  - Provola dei Monti Sicari
  - Provola dei Nebrodi (Nébrodes, Sicile)
  - Provola delle Madonie (Madonies, Sicile)
  - Provola di bufala (Latium) (Campanie)
  - Provola ragusana (Raguse, Sicile)
  - Provola siciliana (Sicile)
  - Provola silana (Calabre)
- Provole (Basilicate)
- Provolone (Lombardie, Piémont, Vénétie, Trentin, Émilie-Romagne, Basilicate, Sicile et Sardaigne)
  - Provolone del monaco
  - Provolone piquant ou piccante (Piémont, Lombardie, Vénétie) fromage au lait de vache, à la pâte salée demi-tendre ou dure, au goût fort.
  - Provolone sardo (Sardaigne)
  - Provolone siciliano (Sicile)
  - Provolone Valpadana (DOP ; Lombardie, Émilie-Romagne, Trentin)
  - Provolone vernengo
- Pusteria (Province autonome de Bolzano/Haut-Adige)
- Pustertaler (Haut-Adige)
- Puzzone
  - Puzzone bocchiotti
  - Puzzone di Moena (Trentin)
  - Puzzone vandercaro

### Q
- Quadro
  - Quadro di capra
  - Quadro provenzale
- Quagliata ligure (Ligurie)
- Quartirolo Lombardo (DOP ; Lombardie)
- Quark (Marche)

### R
- Ragusano (DOP ; Raguse, Sicile)

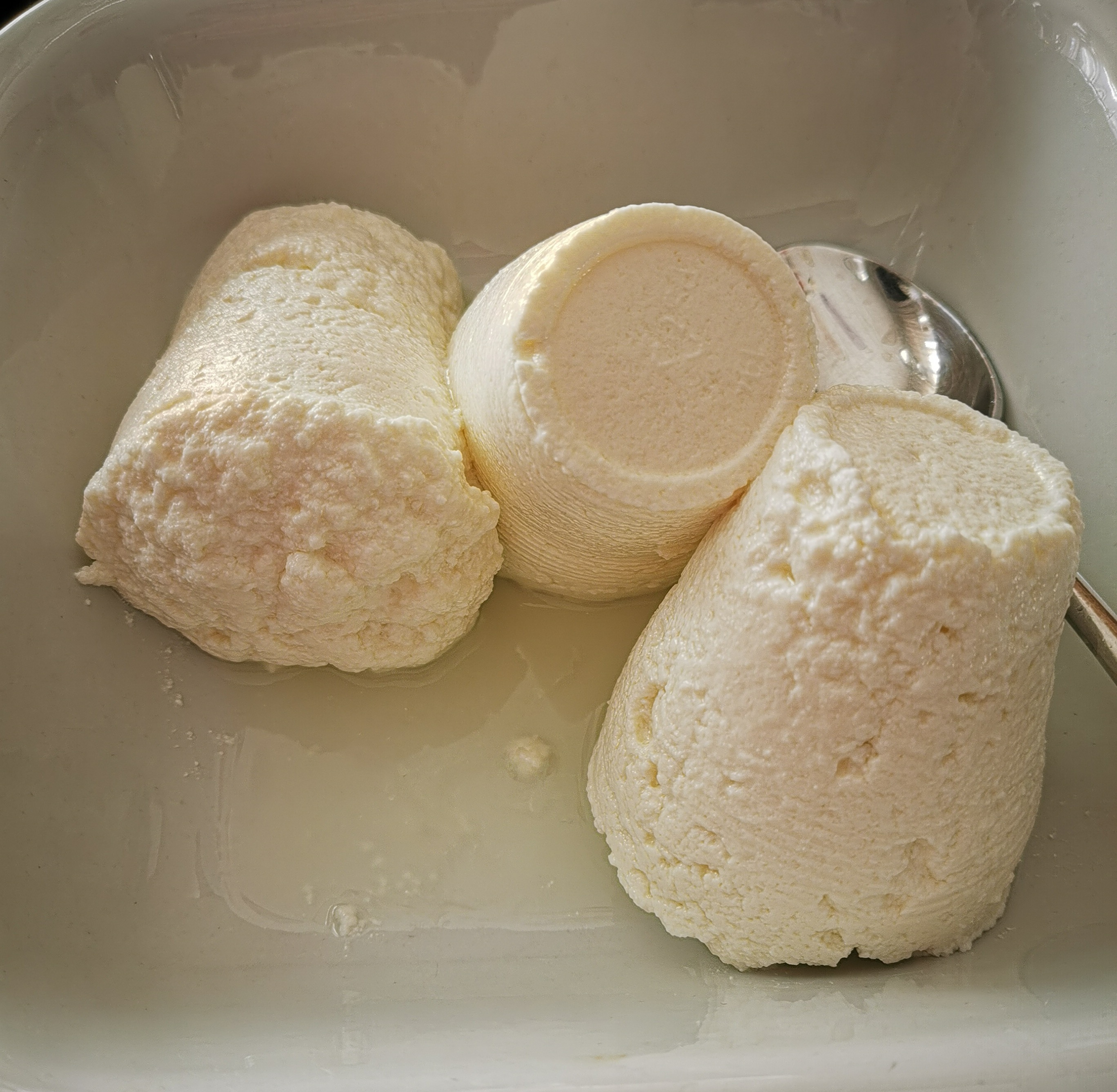
Ricotta.

- Raschera semistagionata (DOP ; Piémont)
  - Raschera d'alpeggio (Cuneo, Piémont)
- Rasco (Calabre)
- Raspadura
- Ravaggiolo Romagnolo (DOP ; Émilie-Romagne)
- Raveggiollo (Toscane)
- Raviggiolo di pecora
- Réblèque (Vallée d'Aoste)
  - Réblec de crama (Vallée d'Aoste)
- Reblo (Piémont)
  - Reblo alpino ou Reblochon (Piémont)
  - Reblo cremoso Valle Susa (Piémont)
- Reblochon ou Rebruchon (Piémont)
- Regato
- Renàz
- Riavulillo (Campanie)
- Ricotta (Piémont, Lombardie, Émilie-Romagne, Frioul-Vénétie Julienne, Latium, Abruzzes, Campanie, Pouilles, Basilicate , Sicile et Sardaigne), fromage au lait de vache écrémé ou au petit-lait, pâte tendre et blanche.
  - Ricotta brebis, fromage au lait de brebis au goût prononcé.
  - Ricotta chèvre, fromage au lait de chèvre.
  - Ricotta cuite, fromage cuit dans un moule et servi en tranches.
  - Ricotta affumicata di Mammola (Calabre)
  - Ricotta affumicata di malga (Frioul-Vénétie Julienne)
  - Ricotta al fumo di ginepro affumicata di Anversa (Abruzzes)
  - Ricotta al peperoncino (Basilicate)
  - Ricotta artigianale o puina (Lombardie)
  - Ricotta calabra (Calabre)
  - Ricotta caprina friulana (Frioul-Vénétie Julienne)
  - Ricotta di bufala (Campanie, Latium)
    - Ricotta di bufala affumicata
    - Ricotta di bufala campana (DOP ; Campanie)
    - Ricotta di bufala fresca
    - Ricotta di bufala infornata
    - Ricotta di bufala salata

  - Ricotta di fuscella
  - Ricotta di pecora piemontese (Piémont)
  - Ricotta dura salata (Basilicate)
  - Ricotta forte (Campanie), (Basilicate)
  - Ricotta fresca (Frioul-Vénétie Julienne)
  - Ricotta gentile
  - Ricotta infornata
  - Ricotta moliterna
  - Ricotta mustia
  - Ricotta pecorina Monte Re (Frioul-Vénétie Julienne)
  - Ricotta romana (DOP ; Latium)
  - Ricotta salata (Piémont, Frioul-Vénétie Julienne,Calabre, Sardaigne)
    - Ricotta salata di Mammola (Calabre)

  - Ricotta siciliana (Sicile)
  - Ricotta stagionata di pecora (Abruzzes)
  - Ricotta vaccina affumicata ossolana (Piémont)
- Ricottadi
- Ricottone salato (Calabre)
- Rigatino di Castel San Pietro
- Rims
- Robiola (Piémont, Lombardie et Vallée d'Aoste)
  - Robiola Alta Langa (Piémont)
  - Robiola bresciana (Lombardie)
  - Robiola Cavour (Piémont)
  - Robiola contadina
  - Robiola d'Alba al tartufo (Piémont)
  - Robiola della nonna
  - Robiola della Val Bormida (Lombardie)
  - Robiola della Valsassina (Lombardie)
  - Robiola delle Langhe (Piémont)
  - Robiola di Bossolasco
  - Robiola di Castel San Giovanni
  - Robiola di Ceva o Mondovi (Piémont)
  - Robiola di Cocconato
  - Robiola di Intropio
  - Robiola di Montevecchia (Lombardie)
  - Robiola di pecora
  - Robiola di Roccaverano (DOP ; Piémont)
  - Robiola di serosa
  - Robiola La Rustica
  - Robiola du Mont Rose (Vallée d'Aoste)
  - Robiola piemontese classica (Piémont)
- Roccaccio
- Romano
- Romita piemontese (Piémont)
- Rosa Camuna (Val Camonica, Lombardie)
- Rosso di Lago

### S

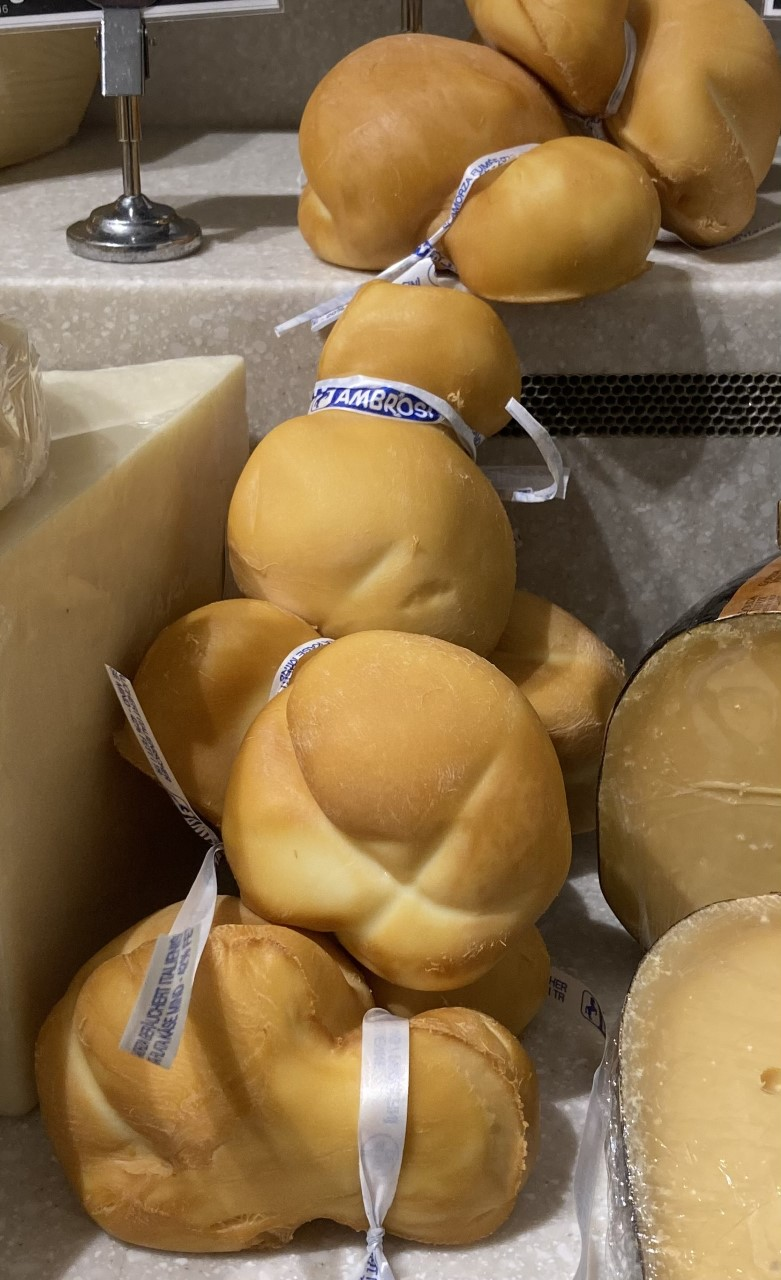
Scamorza.

- Salato friulano (Frioul-Vénétie Julienne)
  - Salato duro friulano (Frioul-Vénétie Julienne)
  - Salato morbido friulano ou del Friuli (Frioul-Vénétie Julienne)
- Salignon, ou Salgnun ou Salignun (Piémont et Vallée d'Aoste)
- Salondro ou Solondro (Trentin)
  - Salondro ou Solondro magro
  - Salondro ou Solondro di malga
- Salva (Lombardie)
  - Salva cremasco
  - Salva bergamasco
- Santo Stefano ou San Sté d'Aveto (Vallée d'Aveto, Ligurie)
- Sappada (Sappada, Belluno, Vénétie)
- Saras del Fèn (Piémont)
- Sarasso ou Sarazzu
- Sargnon ou Serniun (Piémont)
- Savello di Roma (Rome, Latium)
- Sbrinz (Lombardie)
- Scacciata
- Scacione ou Caprone
- Scamorza (Piémont, Abruzzes, Molise, Campanie, Pouilles, Basilicate et Calabre)
  - Scamorza abruzzese (Abruzzes)
  - Scamorza calabra (Calabre)
  - Scamorza di bufala (Campanie)
  - Scamorza molisana (Molise)
  - Scamorza passita (Abruzzes)
- Scamosciata campana (Campanie)
- Scheggia
- Schiz
- Schlander
- Scimuda d'alpe (Lombardie)
- Scimudìn (Lombardie)
- Scimut (Lombardie)
- Scodellato (Lombardie)
- Scuete (Frioul-Vénétie Julienne)
  - Scuete Frant (Carnia, Udine, Frioul-Vénétie Julienne)
  - Scuete fumade o Ricotta affumicata (Val Canale, Tarvisiano, Udine, Frioul-Vénétie Julienne)
- Secondo sale
- Séras (Vallée d'Aoste)
- Seirass (Piémont)
  - Seirass del fieno ou del Fèn
  - Seirass del Laussun
  - Seirass di latte
  - Seirass di siero di pecora
  - Seirass stagionato
- Semicotto
  - Semicotto caprino
  - Semicotto ovino
- Semitenero loiano
- Semuda (Lombardie)
- Shtalp (Calabre)
- Sigarot
  - Sigarot cenese
  - Sigarot miele
  - Sigarot naturale
- Silandro (Haut-Adige)
- Silter (DOP, Lombardie)
- Slattato (Marches)
- Smorzasoel
- Soera ou Sola della Valcasotto (Piémont)
- Sola (Piémont)
  - Sola stagionata
- Solandro
  - Solandro di malga
  - Solandro magro
- Sora
  - Sora di pecora brigasca
  - Sora tre latti
- Sot la trape (Frioul-Vénétie Julienne)
- Sottocenere al tartufo
- Spalèm (Lombardie)
- Spessa (Trentin)
- Spress (Piémont)
- Spressa delle giudicarie (DOP ; Trentin)
- Squacquerone di Romagna (DOP ; Émilie-Romagne)
- Squarquaglione dei Monti Lepini
- Sta'el (Lombardie)
- Stagionato de Vaise
- Stella di Natale
- Stelvio ou Stilfser (DOP ; Haut-Adige et Lombardie)
- Sterzinger (Haut-Adige)
- Stintino di Luino
- Stracciata (Abruzzes), (Campanie)
- Stracciatella di bufala (Campanie)
- Strachet (Lombardie)
- Strachitunt (Lombardie)
- Stracchino, fromage au lait de vache à la pâte tendre et douce (Lombardie, Toscane, Campanie)
  - Stracchino (Nostrano di Monte, Bronzone) (Lombardie)
  - Stracchino della Valsassina (Lombardie)
  - Stracchino di bufala (Campanie)
  - Stracchinno di nesso (Lombardie)
  - Stracchino orobico (Lombardie)
  - Stracchino tipico (Lombardie)
  - Stracchino toscano (Toscane)
- Stracon
- Strica (Frioul-Vénétie Julienne)

### T
- Tabor (haut-plateau du Carso, Trieste, Frioul-Vénétie Julienne)
- Taburet
- Taleggio (DOP ; Piémont, Lombardie et Vénétie)
  - Taleggio bergamasco (DOP ; Bergame, Lombardie)
  - Taleggio mandello lario (DOP)
- Tella Alto Adige (Haut-Adige)
- Tendaio (Garfagnana, Toscane)
- Testùn (Piémont)
  - Testùn ciuc
- Tipo (Piémont ,Lombardie, Frioul-Vénétie Julienne)
  - Tipo dolce (Lombardie)
  - Tipo fresco (Piémont)
  - Tipo malga friulano (Frioul-Vénétie Julienne)
  - Tipo stagionato (Piémont)
- Tirabuscion
- Tirolese (Haut-Adige)
- Toblach ou Toblacher Stangenkäse (Haut-Adige)
- Tomme (Vallée d'Aoste, Piémont, Lombardie, Basilicate et Calabre)
  - Toma ajgra (Valsesia, Verceil, Piémont)
  - Toma alpigiana
  - Toma basilicata (Basilicate)
  - Toma biellese (Biella, Piémont)
  - Toma brusca (Piémont)
  - Toma del bot
  - Toma del lait brusc ou Formag lait brusc (val de Suse, Turin, Piémont)
  - Toma del maccagno (Biella, Piémont)
  - Toma del Mottarone
  - Toma del pastore
  - Tomme de la basse Vallée d'Aoste (Basse Vallée d'Aoste)
  - Toma della Sera
  - Toma della Valle di Susa (Turin, Piémont)
  - Toma della Valle Stura (Cuneo, Piémont)
  - Toma della Valsesia (Verceil, Piémont)
  - Toma di Balme (Piémont)
  - Toma di Boves (Piémont)
  - Toma di capra (Piémont, Lombardie)
    - Toma di capra d'alpeggio

  - Toma di Celle (val Maira, Piémont)
  - Toma di Elva ou Casale de Elva
  - Tomme de Gressoney (Vallée d'Aoste)
  - Toma di Lanzo (Piémont)
  - Toma di Mendatica (Piémont)
  - Toma di pecora d'alpeggio
  - Toma di Pragelato (Piémont)
  - Tomme du Valgrisenche (Vallée d'Aoste)
  - Toma lucana (Basilicate)
  - Toma ossolana (Piémont)
    - Toma ossolana al prunent
    - Toma ossolana di alpeggio
    - Toma ossolana di casa
    - Toma ossolana stravecchia

  - Toma ovicaprina
  - Toma piemontese (DOP ; Piémont)
  - Toma Val di Lanzo
  - Toma Valle Pellice (Piémont)
- Tombea (Lombardie)
- Tometta
  - Tometta al barolo
  - Tometta di Barge (Piémont)
  - Tometta Monte Ciuc
  - Tometta Valle Elvo
- Tometto ou Tumet
- Tomini
  - Tomini di Bollengo e del Talucco (Piémont)
  - Tomini sott'olio di semi
  - Tomini sott'olio d'oliva
- Tomino (Piémont)
  - Tomino canavesano
    - Tomino canavesano asciutto
    - Tomino canavesano fresco

  - Tomino da padella
  - Tomino del bec
  - Tomino del boscaiolo
  - Tomino del bot
  - Tomino del mel (Piémont)
  - Tomino del talucco
  - Tomino delle Valli Saluzzesi
  - Tomino di Andrate (Piémont)
  - Tomino di Bosconero (Piémont)
  - Tomino di Casalborgone
  - Tomino di Rivalta
  - Tomino di San Giacomo di Boves
  - Tomino di Saronsella (Chivassotto)
  - Tomino di Sordevole (Piémont)
  - Tomino di Talucco (Piémont)
  - Tomino "Montoso" (Piémont)
  - Tomino piemontese fresco (Piémont)
- Torta
  - Torta mascarpone (Piémont, Lombardie)
  - Torta orobica
- Toscanello
- Tosèla (Trentin)
  - Tosèla del primiero
- Toumin dal mel (Piémont)
- Trecce (péninsule de Sorrente, Campanie)
- Treccia (Campanie), (Basilicate)
  - Treccia dei Cerviati e Centaurino (Campanie)
  - Treccia dura (Basilicate)
- Trentingrana (Trentin)
- Tre Valli (Pordenone, Frioul-Vénétie Julienne)
- Trifulin (Langhe, Piémont)
- Trizza
- Tronchetto
  - Tronchetto alpino
  - Tronchetto di capra
  - Tronchetto stagionato
- Trugole
- Tuma (Piémont)
  - Tuma'd Trausela
  - Tuma di Celle
  - Tuma di Langa sotto vetro
  - Tuma sicula
- Tumazzu
  - Tumazzu di pecura ccu pipi
  - Tumazzu di piecura
  - Tumazzu di vacca
    - Tumazzu di vacca ccu pipi
- Tumet di Pralungo (Piémont)
- Tumin
  - Tumìn del mello
- Tumo de Caso ou Casale de Elva
- Ubriaco (Vénétie)
  - Ubriaco al traminer di capra
- Uova di bufala ou Bocconcini

### V
- Vaciarin
- Val Brandet (Lombardie)
- Valcasotto (Piémont)
- Valligiano
- Valsevia ubriaca
- Valtellina Casera (DOP ; Valteline, Sondrio, Lombardie)
- Vastedda (Sicile)
  - Vastedda della valle del Belìce
  - Vastedda palermitana (Palerme, Sicile)
- VCO Robiola 3 latti
- Vézzena (Trentin)

### Z
- Zepek (haut-plateau du Carso, Trieste, Frioul-Vénétie Julienne)
- Ziegenkäse ou Algunder Ziegenkäse (Haut-Adige)
- Ziger ou Zigercäse (Haut-Adige)
- Zighera (Trentin)
- Zincarlin
- Zumelle (Vénétie)
- Zufi ou Zuvi (Val Formazza, Novare, Piémont)